# بحيرة سوا
بحيرة سوا (باليابانية: 諏訪湖) هي بحيرة في الجزء الأوسط من محافظة ناغانو، اليابان. وتحتل المرتبة الـ24 من بين البحيرات في اليابان من حيث المساحة السطحية.
تعد البحيرة هو موقع لأساطير عبور الكامي (御神渡り)، كما أنه نبع للمياه الساخنة تحت سطح البحيرة بحيث أنه عندما تنخفض درجة حرارة البحيرة في الشتاء وتتجمد يبقى الماء في الأسفل دافئا مؤديا إلى فروقات الضغط مشكلا سطحا سميكا من الجليد. أما الأساطير المحلية فتعزو تلك الظاهرة إلى عبور الكامي عبر البحيرة بين الأضرحة الأربعة الموجودة في زواياها.

## القصص الخيالية
في فيلم كاجيموشا للمخرج أكيرا كوروساوا، دُفن الرب شينجين في البحيرة.
في السيرة الذاتية لفتاة الغيشا، تحاول سايو ماسودا إغراق نفسها في البحيرة وهي صغيرة، لكن تتردد بذلك لأنها تعتقد بوجود تنين فيه.
في أنمي روروني كنشين تتكلم عن أسطورة «إكسير الحياة» التي يمكن العثور عليها في مكان ما حول بحيرة سوا. الشخصيات الرئيسية بالبحث عن الإكسير في الموسم الأخير من المسلسل فرقة من فرسان الشر الألمان، والسعي للحصول عليها للهيمنة على العالم.
في سلسلة ألعاب شوتم أب، الآلهة سواكو هو إشارة لبحيرة سوا.

## معرض صور

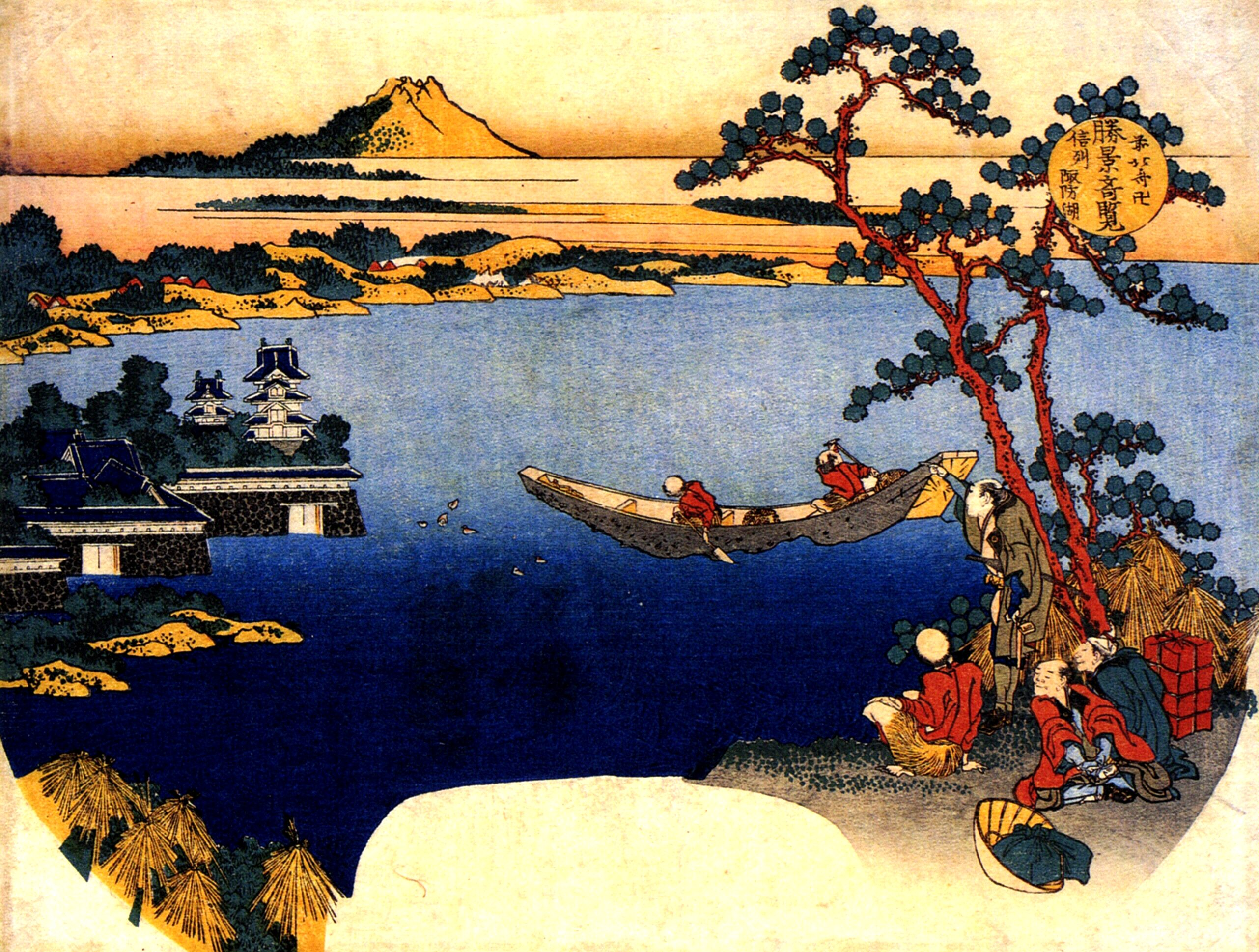
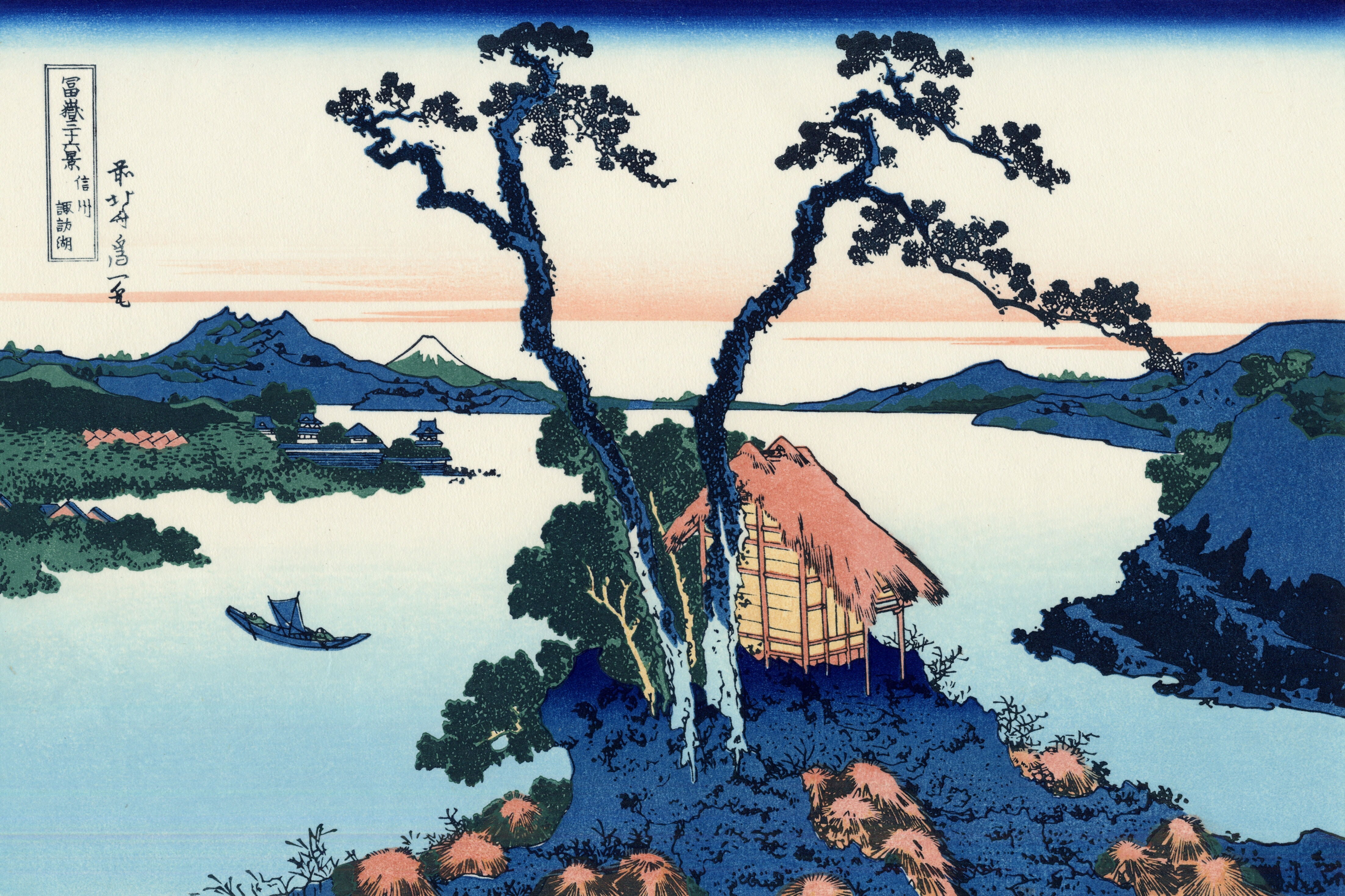
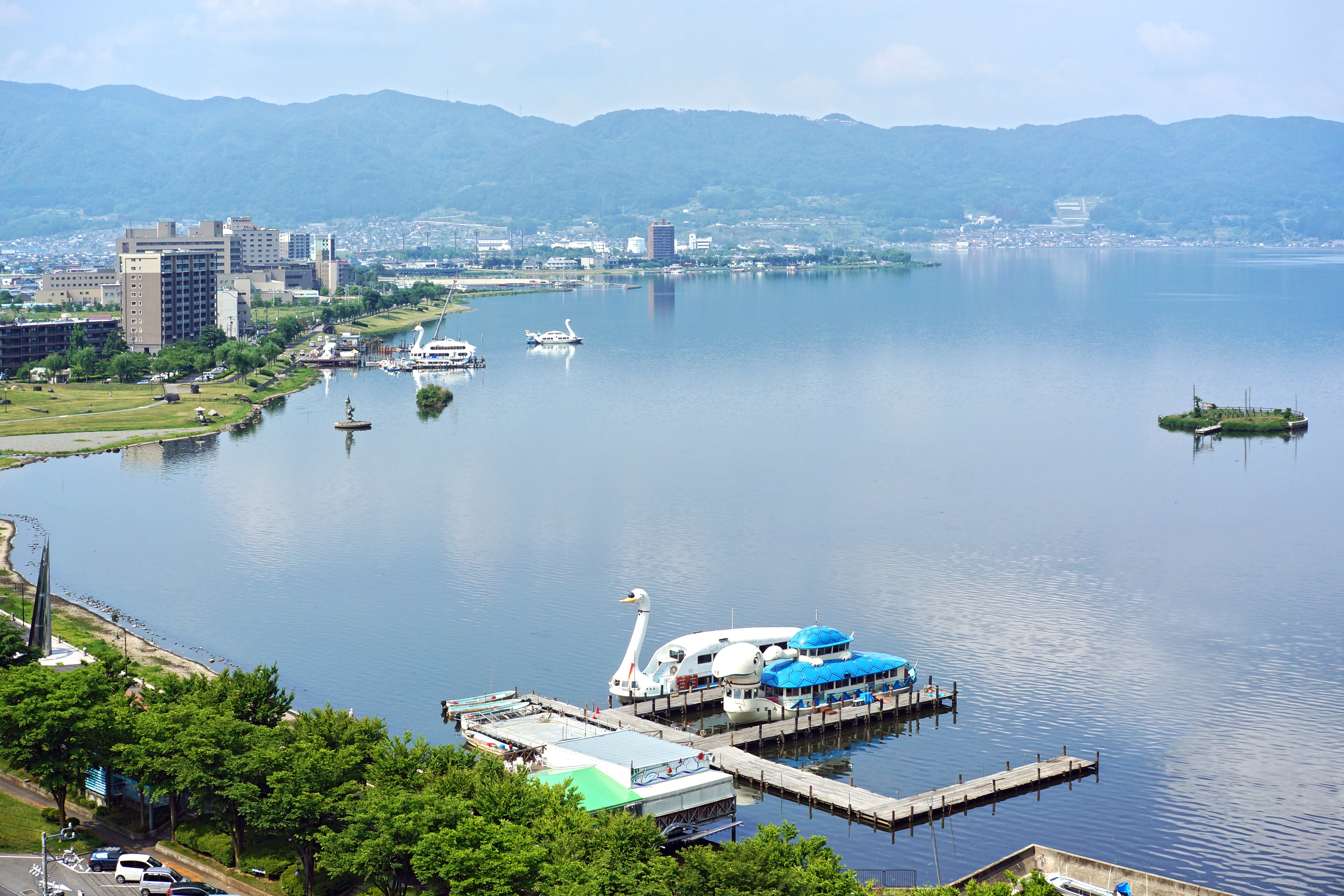